# Acomys nesiotes
Acomys nesiotes är en däggdjursart som beskrevs av Charles Spence Bate 1903. Acomys nesiotes ingår i släktet taggmöss, och familjen råttdjur. IUCN kategoriserar arten globalt som otillräckligt studerad. Inga underarter finns listade.

## Beskrivning
En förhållandevis stor taggmus med släktets spetsiga nos och typiska, styva och taggformade borst på ryggen. Längden från nos till svansrot är 10,6 till 13 cm, svanslängden 9 till 12 cm och vikten varierar från 41 till 64 g. Ryggpälsen är gråaktig, sidorna mera brunaktiga och buken smutsigt vit.

## Ekologi
Acomys nesiotes lever på kalkklippor med macchia samt i mindre skogar upp till en höjd av 1 220 m. Den är en skicklig klättrare som söker skydd i klippspringor.

## Utbredning
Arten förekommer bara på Cypern. Möjligen har populationen blivit introducerad av människan.

## Taxonomi och status
Då man misstänker att arten härstammar från införda exemplar av arten Acomys cahirinus har det föreslagits att den ska räknas till denna art. Ifall Acomys nesiotes och Acomys cahirinus listas som goda arter så är de systertaxon. Detta är även skälet till att IUCN kategoriserar den under kunskapsbrist ("DD"); tidigare har man kategoriserat den som nära hotad, och uppger att den, om dess status som egen art skulle säkerställas, skulle komma att få en liknande klassificering. Arten förefaller att ha minskat, med stor anledning på grund av konkurrens från invaderande svartråttor.